# Lotus stepposus
Lotus stepposus (лядвенець степовий) — вид квіткових рослин з родини бобових (Fabaceae).

## Поширення
Поширення: Росія, Казахстан, Румунія, Туреччина в Європі, Україна.
В Україні вид росте у Лісостепу та Степу, зрідка.